# Élections législatives de 2007 en Polynésie française
Les élections législatives françaises de 2007 se déroulent les 9 et 16 juin. Dans la collectivité de la Polynésie française, deux députés sont à élire dans le cadre de deux circonscriptions.
Elles pourront sans doute être l'occasion de départager les deux camps qui s'affrontent au niveau territorial — sans jamais réussir à l'emporter, à savoir :
- d'un côté, les anti-indépendantistes pro-Flosse du Tahoeraa huiraatira (« Rassemblement populaire », dit aussi « Parti orange »), affilié à l'UMP nationale ;
- et de l'autre, les indépendantistes du Tavini Huiraatira (« Servir le peuple ») d'Oscar Temaru et de leur coalition Union pour la démocratie (UPLD) proche du Parti socialiste ;
- au milieu, les deux petits partis autonomistes Fetia Api (« Nouvelle étoile ») et No oe e te nunaa (« Pour toi, pour nous »), soutenus par l'UDF et désormais le Mouvement démocrate, faisant charnière en étant au centre. D'autres partis autonomistes, dissidents des deux camps, les rejoignant ensuite, ils ont formé, à l'exception du Fetia Api resté parmi les non-inscrits, un groupe baptisé « Polynésiens ensemble » à l'Assemblée polynésienne. Depuis fin 2006, ce groupe a formé alors une nouvelle majorité avec le Tahoeraa huiraatira dans une coalition désignée sous le nom de « Plateforme autonomiste », après avoir voté une motion de censure qui a fait chuter le gouvernement d'Oscar Temaru.

## Historique
En 1958, cinq territoires d'outre-mer, faiblement peuplés, choisissent de conserver leur statut et de ne pas devenir des États au sein de la nouvelle Communauté française : il s'agissait de Saint-Pierre-et-Miquelon, de la Côte française des Somalis, de l'archipel des Comores, de la Nouvelle-Calédonie et de la Polynésie française. Ces TOM continuèrent d'envoyer des représentants à l'Assemblée nationale, mais en raison du délai de l'exercice de l'option, ils ne purent participer aux élections législatives des 23 et 30 novembre 1958, les premières de la Ve République.
L'élection, dans une seule circonscription, eut lieu seulement en juin 1960. Pouvanaa Oopa, un autonomiste qui était le député du territoire depuis 1951, mais condamné en octobre 1958, fut déchu de son mandat en février 1960. Marcel Pouvanaa Oopa, également partisan de l'autonomie interne, fut élu à sa place le 26 juin. À la suite de son décès, il est remplacé par John Teariki, inscrit au groupe Centre démocrate, réélu en 1962. Ce dernier est battu par Francis Sanford, Républicain indépendant, maire de Faaa, en 1967 (réélu en 1968 et 1973, mais finit par siéger au groupe PDM (Progrès et démocratie moderne), puis à celui des Réformateurs. Il devient le délégué de François Mitterrand lors de l'élection présidentielle de 1974. En juin 1976, il démissionne de son mandat de député pour obtenir la dissolution de l'assemblée territoriale : il est réélu en septembre 1976 sous l'étiquette « Front uni pour l'autonomie interne », en battant notamment Gaston Flosse, alors président de l'Assemblée territoriale et hostile à l'autonomie. Il démissionne de nouveau en juin 1977 (le siège est déclaré vacant jusqu'aux élections de mars 1978).

## Découpage
C'est depuis les élections législatives de mars 1978 que la Polynésie française est découpée en deux circonscriptions (sauf en 1986 où en raison du rétablissement de la proportionnelle, une circonscription unique a été reformée).
La première circonscription, dite Ouest, est composée des deux archipels de l'ouest de la Polynésie française (îles Sous-le-Vent) et du sud (les Australes), de l'île de Moorea et des quatre communes de l'ouest de Tahiti (Papeete, Faa'a, Punaauia et Paea).
La seconde circonscription, dite Est, est composée des trois archipels de l'est de la Polynésie (Marquises, Tuamotu et Gambier) et des communes du sud-est de Tahiti (Pirae, Arue, Mahina, Hitia'a O Te Ra, Taiarapu-Est, Taiarapu-Ouest, Teva I Uta et Papara).
Dans la 1re circonscription (Ouest) ont été successivement élus :
- Jean Juventin (UDF), en 1978, réélu en 1981 ;
- Alexandre Léontieff, 2e de liste en 1986 ;
- Alexandre Léontieff (RPR diss.), avec 64,40 % des voix en 1988 ;
- Jean Juventin (UDF, avec 55,70 % en 1993 ;
- Michel Buillard (RPR), avec 51,58 % au 1er tour en 1997 ;
- Michel Buillard (UMP), avec 61,96 % en 2002.

Dans la 2de circonscription (Est) ont été élus successivement :
- Gaston Flosse (RPR), en 1978, réélu en 1981 ;
- Gaston Flosse, 1er de liste en 1986 ;
- Émile Vernaudon (PRG), avec 50,52 % des voix en 1988 ;
- Gaston Flosse (UPF-RPR), avec 50,15 % au 1er tour en 1993 ;
- Émile Vernaudon (app. RPR), avec 58,91 % au 1er tour en 1997 ;
- Béatrice Vernaudon (UMP), avec 56,4 % en 2002.

Si les conclusions d'un rapport avaient été respectées, la Polynésie aurait dû obtenir un 3e député dès 2007, en raison de l'augmentation de sa population (au détriment d'un des 18 départements qui doivent en perdre un ou deux) : en effet, le 4 mars 2005, Dominique de Villepin, alors ministre de l'intérieur, a constitué un groupe de travail et lui a assigné la mission de « préciser la portée juridique de l'obligation de procéder au remodelage (des circonscriptions législatives et des cantons), puis de définir une méthode afin que, s'il était décidé, ce remodelage soit mené dans le respect d'une triple exigence de neutralité, de transparence et d'équité ». Présidé par le conseiller d'État Pierre Bordry, le groupe de travail a remis son rapport le 1er juin 2005 à Dominique de Villepin - devenu entre-temps Premier ministre - et au nouveau locataire de la place Beauvau, Nicolas Sarkozy. Depuis, le rapport est resté dans un placard et n'a été rendu public que par Le Monde du 7 juin 2007.

## Candidats

### Première circonscription

#### Candidats issus de la Plateforme autonomiste
- Michel Buillard - soutenu officiellement par l'Union pour un mouvement populaire - Tahoeraa huiraatira, sortant
- Jean-Christophe Bouissou - affilié à l'Union pour un mouvement populaire - Rautahi (Rassemblement pour la Polynésie française), élu à l'Assemblée de la Polynésie française
- Thilda Fuller - affiliée Union pour la démocratie française - Fetia Api, élue à l'Assemblée de la Polynésie française, non soutenue par le MoDem
- Nicole Bouteau - affiliée Union pour la démocratie française - No oe e te nunaa, ancienne élue à l'Assemblée de la Polynésie française, officiellement investie par le nouveau parti de François Bayrou (le Mouvement démocrate ou Modem)
- Orama Manutahi - Porinetia Ora (« Que vive la Polynésie », divers autonomiste)

#### Candidats issus de l'UPLD
- Oscar Temaru - affilié Parti socialiste - Tavini Huiraatira, candidat officiel de l'UPLD
- Patrick Leboucher - affilié Parti socialiste - dissident Tavini Huiraatira et UPLD, ancien chef de cabinet d'Oscar Temaru et président directeur général de Air Tahiti Nui
- Yves Conroy - affilié Parti socialiste - Here Ai'a, membre de la coalition UPLD mais plutôt autonomiste qu'indépendantiste
- Henry Matahi Hiro - affilié Parti socialiste - dissident de l'Here Ai'a

#### Autres candidats
- Monil Tetuanui - To'u Ai'a (divers autonomiste), ancien maire de Tahaa, dissident du Tavini Huiraatira, partisan de l'indépendance économique plus que l'indépendance politique
- Angèle Tehoiri, Parti socialiste polynésien

### Deuxième circonscription

#### Candidats issus de la Plateforme autonomiste
- Béatrice Vernaudon  - députée sortante - candidate soutenue par un mouvement de la société civile (Tiatau mouvement citoyen)
- Bruno Sandras - soutenu officiellement par l'Union pour un mouvement populaire - Tahoeraa huiraatira (parti de Gaston Flosse)
- Emma Algan - affiliée Union pour un mouvement populaire - Rautahi (Rassemblement pour la Polynésie française)
- Henriette Kamia - affiliée Union pour la démocratie française - Fetia Api, investie officiellement par le nouveau parti de François Bayrou (le MoDem)
- Tamatoa Doom - affilié Union pour la démocratie française - No oe e te nunaa, non soutenu par le MoDem
- Teiva Manutahi - Porinetia Ora (divers autonomiste)

#### Candidats issus de l'UPLD
- Pierre Frébault - affilié Parti socialiste - candidat officiel de l'UPLD, ancien dirigeant syndical

#### Autres candidats
- Raphaël Taiaapu - candidat libre pronant la décentralisation des archipels et la suppression des privilèges
- Paul Koury - affilié Parti socialiste - Parti socialiste polynésien (PSP), proche de l'UPLD mais n'en faisant pas partie
- Antonio Perez - affilié Union pour un mouvement populaire - Te Avei'a (« le cap », divers autonomiste et anti-indépendantiste), dissident du Fetia Api
- Louis Taata - Te Henua Enana Kotoa (parti autonomiste marquisien)
- Richard Vahatetua

## Résultats

### Résultats à l'échelle de la collectivité
| Parti                                                   | Parti                             | Premier tour | Premier tour | Second tour | Second tour | Sièges |
| Parti                                                   | Parti                             | Voix         | %            | Voix        | %           | Sièges |
| ------------------------------------------------------- | --------------------------------- | ------------ | ------------ | ----------- | ----------- | ------ |
|                                                         | Union pour un mouvement populaire | 36 141       | 39,59        | 57 166      | 55,27       | 2      |
|                                                         | Divers droite                     | 15 099       | 16,54        |             |             | 0      |
|                                                         | Majorité présidentielle           | 51 240       | 56,13        | 57 166      | 55,27       | 2      |
|                                                         |                                   |              |              |             |             |        |
|                                                         | Régionaliste                      | 21 934       | 24,03        | 27 569      | 26,66       | 0      |
|                                                         | Union pour la démocratie          | 11 538       | 12,64        | 18 688      | 18,07       | 0      |
|                                                         | Divers                            | 5 932        | 6,54         |             |             | 0      |
|                                                         | Divers gauche                     | 651          | 0,71         | 0           |             |        |
|                                                         |                                   |              |              |             |             |        |
| Inscrits                                                | Inscrits                          | 167 729      | 100,00       | 167 712     | 100,00      | 2      |
| Abstentions                                             | Abstentions                       | 75 613       | 45,08        | 62 390      | 37,2        |        |
| Votants                                                 | Votants                           | 92 116       | 54,92        | 105 322     | 62,8        |        |
| Blancs et nuls                                          | Blancs et nuls                    | 821          | 0,89         | 1 899       | 1,8         |        |
| Exprimés                                                | Exprimés                          | 91 295       | 99,11        | 103 423     | 98,2        |        |
| Source : Ministère de l'Intérieur - Polynésie française |                                   |              |              |             |             |        |

### Résultats par circonscription

#### Première circonscription (Papeete)
Communes de Bora-Bora, Faaʻa, Huahine, Maupiti, Moorea-Maiao, Paea, Papeete, Punaauia, Raivavae, Rapa, Rimatara, Rurutu, Tahaa, Taputapuatea, Tubuai, Tumaraa et Uturoa.
| Candidat                          | Candidat                      | Parti                        | Premier tour | Premier tour | Second tour | Second tour |  |
| Candidat                          | Candidat                      | Parti                        | Voix         | %            | Voix        | %           |  |
| --------------------------------- | ----------------------------- | ---------------------------- | ------------ | ------------ | ----------- | ----------- |  |
|                                   | Michel Buillard sortant réélu | UMP                          | 21 789       | 41,52        | 32 459      | 54,07       |  |
|                                   | Oscar Temaru                  | Régionaliste (PS)            | 21 070       | 40,15        | 27 569      | 45,93       |  |
|                                   | Jean-Christophe Bouissou      | Divers droite (Rautahi)      | 4 298        | 8,19         |             |             |  |
|                                   | Nicole Bouteau                | Divers (No oe e te nunaa)    | 3 809        | 7,26         |             |             |  |
|                                   | Thilda Fuller                 | Régionaliste (Fetia Api)     | 452          | 0,86         |             |             |  |
|                                   | Patrick Leboucher             | Divers gauche                | 383          | 0,76         |             |             |  |
|                                   | Yves Conroy                   | Divers gauche                | 265          | 0,50         |             |             |  |
|                                   | Monil Tetuanui                | Régionaliste                 | 223          | 0,42         |             |             |  |
|                                   | Orama Manutahi                | Régionaliste (Porinetia Ora) | 189          | 0,36         |             |             |  |
|                                   | Angèle Tehoiri                | Divers gauche (PSP)          | 3            | 0,01         |             |             |  |
|                                   | Henry Matahi Hiro             | Divers gauche (HIO)          | 0            | 0,01         |             |             |  |
|                                   |                               |                              |              |              |             |             |  |
| Inscrits                          | Inscrits                      | Inscrits                     | 93 813       | 100,00       | 93 812      | 100,00      |  |
| Abstentions                       | Abstentions                   | Abstentions                  | 40 919       | 43,62        | 32 936      | 35,11       |  |
| Votants                           | Votants                       | Votants                      | 52 894       | 56,38        | 60 876      | 64,89       |  |
| Blancs et nuls                    | Blancs et nuls                | Blancs et nuls               | 413          | 0,78         | 848         | 1,39        |  |
| Exprimés                          | Exprimés                      | Exprimés                     | 52 481       | 99,22        | 60 028      | 98,61       |  |
| Source : Ministère de l'Intérieur |                               |                              |              |              |             |             |  |

Les résultats du premier tour, le samedi 2 juin 2007, ont mis en ballotage, pour la première fois depuis 1993 :
- Oscar Temaru, ancien président indépendantiste, apparenté PS, avec 40,15 % des voix,
- Michel Buillard, député sortant, UMP, avec 41,52 % des voix.

#### Deuxième circonscription (Pirae)
Communes d'Anaa, Arue, Arutua, Fakarava, Fangatau, Fatu Hiva, Gambier, Hao, Hikueru, Hitiaa O Te Ra, Hiva Oa, Mahina, Makemo, Manihi, Napuka, Nuku Hiva, Nukutavake, Papara, Pirae, Puka Puka, Rangiroa, Tahuata, Taiarapu-Est, Taiarapu-Ouest, Takaroa, Tatakoto, Teva I Uta, Tureia, Ua Huka et Ua Pou.
| Candidat       | Candidat                   | Parti                     | Premier tour | Premier tour | Second tour | Second tour |  |
| Candidat       | Candidat                   | Parti                     | Voix         | %            | Voix        | %           |  |
| -------------- | -------------------------- | ------------------------- | ------------ | ------------ | ----------- | ----------- |  |
|                | Bruno Sandras élu          | UMP                       | 14 352       | 36,98        | 24 707      | 56,94       |  |
|                | Pierre Aroarii Frebault    | UPLD                      | 11 538       | 29,73        | 18 688      | 43,06       |  |
|                | Béatrice Vernaudon sortant | Divers droite             | 8 746        | 22,53        |             |             |  |
|                | Emma Algan                 | Divers droite (Rautahi)   | 944          | 2,43         |             |             |  |
|                | Tamatoa Doom               | Divers (No oe e te nunaa) | 934          | 2,41         |             |             |  |
|                | Louis Taata                | Divers                    | 734          | 1,89         |             |             |  |
|                | Henriette Kamia            | Divers droite (Fetia Api) | 569          | 1,47         |             |             |  |
|                | Antonio Perez              | Divers droite             | 542          | 1,4          |             |             |  |
|                | Raphael Taiaapu            | Divers                    | 295          | 0,76         |             |             |  |
|                | Teiva Manutahi             | Divers                    | 160          | 0,41         |             |             |  |
|                | Richard Vahatetua          | Divers                    | 0            | 0            |             |             |  |
|                |                            |                           |              |              |             |             |  |
| Inscrits       | Inscrits                   | Inscrits                  | 73 916       | 100,00       | 73 900      | 100,00      |  |
| Abstentions    | Abstentions                | Abstentions               | 34 694       | 46,94        | 29 454      | 39,86       |  |
| Votants        | Votants                    | Votants                   | 39 222       | 53,06        | 44 446      | 60,14       |  |
| Blancs et nuls | Blancs et nuls             | Blancs et nuls            | 408          | 1,04         | 1 051       | 2,36        |  |
| Exprimés       | Exprimés                   | Exprimés                  | 38 814       | 98,96        | 43 395      | 97,64       |  |

Le premier tour du 2 juin 2007 a mis en ballotage Bruno Sandras (UMP) (36,98 %) et Pierre Frébault (Union pour la démocratie) (29,73 %). Béatrice Vernaudon, députée sortante, soutenue par un mouvement citoyen Tiatau, ne passe pas le premier tour, car avec 22,54 % des suffrages sur seulement 53,06 % de participation, elle n'a pas atteint le seuil requis de 12,5 % des inscrits pour participer au second tour (soit 9 241 voix).